# Roger Ilegems
Roger Ilegems (n. 13 decembrie 1962, Niel, Flandra, Belgia) este un sportiv ce a reprezentat Belgia, medaliat olimpic. A participat la o ediție a Jocurilor Olimpice (1984) în care a câștigat o medalie de aur.

## Participări
Lista de mai jos prezintă principalele competiții la care a participat Roger Ilegems de-a lungul carierei.
- cycling at the 1984 Summer Olympics – men's points race[*]